# アーサー・コミー
アーサー・コミー（Arthur Comey、1886年-1956年）は、アメリカ合衆国の造園家、地域計画家。

## 経歴
1907年にハーバード大学デザイン大学院ランドスケープアーキテクチャ専攻修了。フレデリック・ロー・オルムステッド・ジュニアに師事。海外視察旅行の後帰国し、1908年にイリノイ州ディクソン公園委員会委員に任命される。翌年からニューヨーク市・ウティカで、公園管理監督者に任命を受けて従事後、マサチューセッツ州ケンブリッジに戻り、都市計画コンサルタントとして活動を開始する。 
1913年と1914年に2つの計画コンテストに参加して知名度を上げ、多くの町や都市へのコンサルタントを務めていくほか、マサチューセッツ州内郊外の邸宅庭園のデザインで知られていく。
1912年には、ヒューストンの都市計画を担当。湖の北では2つのブリッジ間の水コートを備え、市内中心部のフォーマルな軸を計画している。丘陵南西に計画した住宅街や輪郭に沿って多数の放射状道路を計画しているのが特徴的であり、他の都市設計においても線形公園や辺ぴに開けた土地で、それぞれの近傍を定義する方法を明らかにした。
1916年、シカゴ設計競技「シティクラブ」で二等賞を受賞している。
1923年、雑誌『ランドスケープアーキテクチュア』誌上に、副題「イギリス・ガーデンシティの挑戦に対する回答」と題した地域計画論（Regional Planning theory）を発表。田園都市を批判し、代案を示した。
1928年に母校ハーバード大学の講師に任命され、都市計画と地域計画学の准教授となった。専門家の学会に積極的に参画しアメリカの都市計画研究所を含め見解を持つにいたる。

## 著作
- ドーバー、ニュージャージー州、1913年のためのまちづくり
- ビルリカマサチューセッツ州庭の郊外・第1～4巻、1912年
- トランジションゾーニング
- デトロイト郊外の計画：都市計画・改善委員会への報告